# Andreas Unnerus
Andreas Unnerus, född 1675 i Rydaholms socken, död 15 juli 1734 i Gränna socken, var en svensk präst.

## Biografi
Andreas Unnerus föddes 1675 i Rydaholms socken. Han var son till kyrkoherden Samuel Unnerus och Catharina Torpensis. Unnerus gick i skola i Växjö 1682 och blev 1694 student vid Åbo akademi. Han disputerade 1698 (de stellis cadentibus, preses okänd) och 1702 (de macrocosmo, preses Petter Hahn). År 1704 blev han filosofie magister och prästvigdes 1705. Unnerus blev 1707 matematiklektor i Växjö och 1712 andre teologie lektor 1712 och slutligen förste teologie lektor 1713. Han blev 1714 kyrkoherde i Gränna församling och 1718 häradsprost i Vista kontrakt. Unnerus avled 15 juli 1734 i Gränna socken.
Unnerus var preses vid prästmötet 1717 (de nova obedientia). Under hans tid målades Gränna kyrka 1719 och fick en ny altartavla 1722. En gravsten med malmringar över honom finns i kyrkans sakristia.
Unnerus gifte sig första gången 23 maj 1707 med Anna Cavallia (1688–1725). Hon var dotter till biskopen Olof Cavallius. De fick tillsammans barnen Olof (född 1708), Maria Christina (född 1714), Alma Ulrica (född 1718), Helena (född 1716), Eva (född 1720, Daniel (1722–1797) och Fredrica (1725–1725). Efter Anna Cavallias död trycktes en likpredikan i Jönköping över henna av Magnus Oxelgren, Skärstads socken. Unnerus gifte sig andra gången 7 september 1725 med Märta Edman (död 1766). Hon hade tidigare varit gift med kyrkoherden Anders Boman i Fröderyds socken. Edman och Unnerus fick tillsammans barnen Anna Märta (1732–1732), Samuel (död före 1784), Lisa (död före 1784), Elisabet Catharina (död 1784) och Margareta Catharina (Eva Unnera). Efter Unnerus död gifte Märta Edman om sig med kyrkoherden Esaias Trellman i Algutsboda socken.